# Krystyna Chojnowska-Liskiewicz
Krystyna Chojnowska-Liskiewicz, född 15 juli 1936 i Warszawa i Polen, död 13 juni 2021, är den första kvinnliga ensamseglaren som seglat jorden runt. Hon startade från Kanarieöarna 28 mars 1976, seglade västerut och gick genom Panamakanalen. Den 21 april 1978 återkom hon till Las Palmas efter 31 166 nautiska mil, (57 719 kilometer).

## Bakgrund
Joshua Slocum seglade ensam jorden runt mellan åren 1895-1898. Sedan dröjde det ända till 1967 innan denna bedrift upprepades av Francis Chichester. Året därpå utlyste Sunday Times tävlingen Golden Globe Race, att segla ensam jorden runt utan uppehåll. Regler var bristfälliga eftersom flera båtar redan var på väg. Nio seglare anmälde sig, men endast en genomförde hela seglingen. Den engelska sjöofficeren Robin Knox-Johnston återkom till England efter 313 dygn.

## Biografi
Krystyna Chojnowska föddes i Warszawa och efter andra världskriget flyttade familjen till Ostróda där hon gick i skolan. Efter gymnasiet började Chojnowska studera skeppsbyggnad vid University of Gdańsk. Vid universitetet träffade hon sin blivande man Wacław Liskiewicz. Båda var intresserade i segling och tillsammans köpte en segelbåt, som de döpte till Mechatek.

## Segelbåten
Chojnowska-Liskiewicz seglade åt väster med slupen Mazurek byggd vid Conrad shipyard i Gdansk, Polen. Båten var en Conrad 32, längd 9,51 meter, bredd 2,7 m deplacement 1,36 ton och segelarea 35 kvadratmeter. Bygget övervakades av Liskiewicz.

## Jordenruntresan
Chojnowska-Liskiewicz startade från Las Palmas den 28 mars 1976 och seglade mot Västindien och gick genom Panamakanalen och kom ut i Stilla havet den 17 juli. 
Hon seglade vidare västerut via Tahiti och Fiji till Queensland i nordöstra Australien. Innanför Stora barriärrevet blev hon tvungen att söka hamn på grund av njursten. Hon fick lämna Mazurka i Portland Roads och flögs till sjukhus i Cairns för behandling. Efter flera veckor kom hon tillbaka till Portland Roads och kunde fortsätt den 19 augusti norr om Australien och över Indiska oceanen genom Moçambiquekanalen till Sydafrika. Hon lämnade Durban den 3 januari 1978 och råkade ut för stormar med 8 till 10 Beaufort. Mazurkas vindroder blåste sönder och Chojnowska-Liskiewicz fick styra för hand 20 timmar per dygn i 16 dygn innan hon kunde gå in i Kapstaden för reparation och vila.
Den 3 januari lämnade Chojnowska-Liskiewicz Kapstaden, seglade norrut och förtöjde i Las Palmas den 21 april 1978 efter 401 dygn.

### Utmanaren
Den 9 september 1977 startade den nyzeeländska seglaren Naomi James från Dartmouth, England med slupen ”Express Crusader”. Hon följde klipperskeppens rutt söderut till Godahoppsudden och österut i Västvindsbältet söder om Australien och över Stilla havet och runt Kap Horn.  I Atlanten blev det kappsegling mellan Mazurka och Express Crusader, 9,71 respektive 16,7 meter.

### Resultat
| Nivå | Skeppare              | Vägval        | i mål         | Antal dygn |
| ---- | --------------------- | ------------- | ------------- | ---------- |
| 1    | Chojnowska-Liskiewicz | Panamakanalen | 21 april 1978 | 401        |
| 2    | James                 | Kap Horn      | 8 juni 1978   | 272        |

Chojnowska-Liskiewicz blev den första kvinnan som ensam seglat runt jorden. Många menade att hon hade fuskat genom att gå genom Panamakanalen och i Västvärlden hyllades James.

## Utmärkelser
- Polonia Restituta Commander's Cross